# Potočtí
Potočtí (polsky Potoccy herbu Pilawa, mužská podoba příjmení Potocki / ženská Potocka) je polský šlechtický a magnátský rod. 

## Původ rodu
Své jméno rod odvozuje podle obce Potok v Malopolsku, v jejíž erbu je symbol polsky zvaný pilawa. 
Nejstarší známý člen rodu byl Żyrosław z Potoka. Jakub Potocki (asi 1481–1551) byl předkem magnátské větve rodu, jež se pak rozdělila do tří hlavních linií, zvaných podle barvy erbovní pilawy zlatá (také hlavní), stříbrná (také hejtmanská) a železná. Část Potockých byla roku 1606 povýšena na hrabata. Zlatá a stříbrná linie se dále rozpadly na větší množství větví. Z rodu Potockých pocházela řada významných polských politiků, vojáků a duchovních.

## Známí příslušníci
- Adam Potocki (1822–1872), konzervativní politik, člen Haličského zemského sněmu
- Aleksander Potocki (1776–1845), politik
- Alfred Potocki (1786–1862), politik, haličský průmyslník
- Alfred Potocki (1822–1889), šlechtic a politik
- Andrzej Potocki (1861–1908), velkostatkář a politik
- Artur Potocki (1850–1890), člen Haličského zemského sněmu, od roku 1889 člen Panské sněmovny
- Delfina Potocka (1807–1877), múza a přítelkyně Fryderyka Chopina a Zygmunta Krasińského
- Franciszek Potocki (1788–1853), velkostatkář a politik v ruských službách
- Franciszek Salezy Potocki (1700–1772), kyjevský vojvoda
- Ignacy Potocki (1750–1809), spisovatel a politik
- Jan Potocki (1761–1815), spisovatel
- Jerzy Józef Potocki (1889–1961), velitel kavalerie a velvyslanec
- Józef Potocki (1673–1751), voják a politik
- Ksawery Potocki (~1775–1837), právník
- Mikołaj Potocki (~1593–1651), velmož a vojevůdce
- Mikołaj Bazyli Potocki (1707 nebo 1708–1782), mecenáš a starosta
- Stanisław Kostka Potocki (1755–1821), politik a spisovatel
- Stanisław „Rewera“ Potocki (1579–1667), státník a vojevůdce
- Stanisław Szczęsny Potocki (1752–1805), politik
- Stefan Potocki (kol. 1568–1631), vojevůdce
- Stefan Potocki (~1624–1648), vojevůdce
- Theodor Andreas Potocki (1664-1738), arcibiskup a primas polský
- Wacław Potocki (1621–1696), spisovatel